# Zawiya (città)
Zawiya (indicata anche come Az Zawiyah o Zawia  o Zauia o Zavia), in arabo الزاوية ‎?, al-Zāwiya, è una città della Libia nord-occidentale, nella regione della Tripolitania, capoluogo del distretto di Zawiya. La città si trova sulla costa del Mediterraneo, nel centro della pianura della Gefara, circa 50 km a ovest di Tripoli.

## Storia
Nel corso della guerra italo-turca fu occupata dagli Italiani il 4 dicembre 1912. Abbandonata il 17 luglio 1915 a causa dello scoppio di una rivolta, fu riconquistata dal Regio Esercito il 23 aprile 1922.
Durante l'epoca coloniale italiana, Zavia era una città di rilievo per i colonizzatori: più di 2000 italiani costituivano una significativa minoranza in un centro abitato allora da 30.000 cittadini (1939). Oggi una chiesa di epoca coloniale rimane a testimonianza di quel periodo a Zavia. 
Secondo il censimento del 1984, la città aveva circa 92.000 abitanti; stime del 2007 indicano una popolazione di circa 199.000 abitanti, rendendo così Zavia la quinta città del paese per popolazione dopo Tripoli, Bengasi, Misurata e Beida.
In seguito alla guerra civile libica, la città è passata ai rivoltosi e subito dopo è stata oggetto di bombardamento da parte delle truppe lealiste.

## Economia
L'agricoltura è molto sviluppata grazie alle favorevoli condizioni climatiche e alla presenza di acqua. Le colture principali sono patate, cipolle e pomodori.
Vi è presente l'Università 7 aprile, fondata nel 1988. Nei pressi della città si trova la più importante raffineria di petrolio della Libia, con una capacità nominale di 120.000 barili di petrolio al giorno (bpd - in inglese barrels of oil per day), costruita nel 1974 dalla Snamprogetti e gestita dalla Azawia Oil Refining Company, una succursale della compagnia nazionale libica National Oil Corporation (NOC).